# Giorgio Pilleri
Giorgio E. Pilleri (auch Georg; * 16. Juni 1925 in Triest; † 4. September 2018 in Courgevaux) war ein italienisch-schweizerischer Neurologe.
Pilleri studierte von 1950 bis 1952 Medizin an der Universität Padua und von 1952 bis 1955 an der Universität Wien. Von 1955 bis 1965 war er Forschungsassistent am Hirnanatomischen Institut der Universität Bern, wo er 1958 promovierte. Ab 1965 leitete er als Nachfolger von Ernst Grünthal das Hirnanatomische Institut. Ab 1970 war er Professor für Neuroanatomie und komparative Neuropathologie. Pilleri eröffnete Ende der 1960er Jahre in Bern ein Delfinarium, schloss es aber 1975 wieder, als er bemerkte, dass die Delfine ihre Kommunikationsfähigkeit verloren. 1990 wurde Pilleri emeritiert.
Pilleri war ab 1959 verheiratet und hatte drei Kinder.